# Estación de La Raya
La Raya es el nombre de un apeadero ferroviario situado en el municipio español de Villaquilambre, en la provincia de León (Castilla y León). Forma parte de la red de ancho métrico de Adif, operada por Renfe Operadora a través de su división comercial Renfe Cercanías AM. Está integrada dentro del núcleo de Cercanías León al pertenecer a la línea C-1f, que une la estación de León-Matallana con la estación de Guardo-Apeadero. En 2021 la estación registró la entrada de 3 784 usuarios, correspondientes a los servicios de cercanías.

## Situación ferroviaria
La estación forma parte de la línea férrea de ancho métrico de León-Matallana a Matallana, punto kilométrico 4,5 tomando León-Matallana como punto de partida. Se encuentra a 858,58 metros de altitud, entre las estaciones de Villa Romana y Villaquilambre. El trazado es de vía única y está sin electrificar. Según Adif, la denominación oficial de la línea a la que pertenece la estación es la 08-790 (Asunción Universidad-Aranguren).

## Historia
No forma parte de las estaciones originales de la línea Desde 1972, FEVE venía gestionando la vía. Sin embargo, bajo el mandato de la empresa pública la explotación empeoró y la línea se cerró en 1991. Esta medida no fue bien aceptada por los vecinos de las zonas afectadas que pidieron su reapertura. En noviembre de 1993, se reabrió el tramo de Matallana a Cistierna y el 19 de mayo de 2003 se reanudó el tráfico de viajeros entre León y Bilbao.
Desde el 1 de enero de 2013, en que se disolvió la empresa Feve en un intento del gobierno por unificar vía ancha y estrecha, se encomendó la titularidad de las instalaciones ferroviarias a Adif y la explotación de los servicios ferroviarios a Renfe Operadora, distinguiéndose la división comercial de Renfe Cercanías AM para los servicios de pasajeros y de Renfe Mercancías para los servicios de mercancías.

## La estación
No forma parte de las originales de la línea. Se encuentra en la zona este del casco urbano, en el Barrio de La Raya, con acceso desde la carretera LE-311 y muy próximo al ayuntamiento de Villaquilambre. El andén se encuentra a la izquierda en kilometraje ascendente. Las instalaciones se reducen a un refugio metálico con acristalamiento sobre el andén lateral dotado de cuatro puntos de iluminación, frente al cual discurre la única vía principal.  
En 2022 Adif anunció futuras actuaciones en la vía, consistentes en la supresión del bloqueo telefónico y automatización de la línea.

## Servicios ferroviarios

### Cercanías
Forma parte de la línea C-1f de Cercanías León. Las circulaciones que prestan servicio a esta estación son las que, partiendo de León-Matallana, finalizan el servicio en San Feliz o bien continúan rindiendo viaje en Matallana, Cistierna o Guardo-Apeadero. 
Todos los servicios efectúan parada en todas las estaciones del recorrido. La frecuencia que presentan es de 14 trenes diarios por sentido en la relación con León-San Feliz. A partir de San Feliz, el servicio se reduce progresivamente y 13 trenes diarios la enlazan con Matallana, 6 con Cistierna y 2 con Guardo-Apeadero, teniendo todos la cabecera en León. Los sábados, domingos y festivos la circulaciones disminuyen, presentando 8 en la relación con León-San Feliz, 7 con Matallana, 6 con Cistierna y una con Guardo-Apeadero.
Las conexiones ferroviarias entre La Raya y el resto de estaciones de la línea, para los trayectos de cercanías, se efectúan con composiciones serie 2700 y de la serie 2600.
| procedencia/destino | < estación   | Línea | estación >     | destino/procedencia |
| ------------------- | ------------ | ----- | -------------- | ------------------- |
| León-Matallana      | Villa Romana |       | Villaquilambre | Guardo-Apeadero     |